# Gouvernement Louis-Napoléon Bonaparte (2)
Pour les articles homonymes, voir Gouvernement Louis-Napoléon Bonaparte.
 (juillet 2017).
Si vous disposez d'ouvrages ou d'articles de référence ou si vous connaissez des sites web de qualité traitant du thème abordé ici, merci de compléter l'article en donnant les références utiles à sa vérifiabilité et en les liant à la section « Notes et références ».
Deuxième République
Gouvernement Louis-Napoléon Bonaparte I Gouvernement Napoléon III (3)
Le deuxième gouvernement Louis-Napoléon Bonaparte dure du 22 janvier 1852 au 2 décembre 1852.

## Ministres nommés le 22 janvier 1852
- Ministre d'État : François Xavier Joseph de Casabianca jusqu'au 28 juillet 1852
- Ministre de la Justice : Jacques-Pierre Abbatucci
- Ministre des Affaires étrangères : Louis-Félix-Étienne Turgot jusqu'au 28 juillet 1852
- Ministre de l'Intérieur : Victor de Persigny jusqu'au 25 janvier 1852
- Ministre de la Police générale : Charlemagne de Maupas
- Ministre des Finances : Jean-Martial Bineau
- Ministre de la Guerre : Armand Jacques Leroy de Saint-Arnaud
- Ministre de la Marine et des Colonies : Théodore Ducos
- Ministre de l'Instruction publique et des Cultes : Hippolyte Fortoul
- Ministre des Travaux publics : Noël Lefebvre-Duruflé jusqu'au 28 juillet 1852

## Remaniement du 25 janvier 1852
- Ministre de l'Intérieur, de l'Agriculture et du Commerce : Victor de Persigny

## Remaniement du 28 juillet 1852
- Cessation des fonctions de François, comte de Casabianca ministre d'État
- Cessation des fonctions de Louis Félix Étienne, marquis de Turgot, ministre des Affaires étrangères
- Cessation des fonctions de Noël Lefebvre-Duruflé, ministre des Travaux publics
- Ministre d'État : Achille Fould
- Ministre des Affaires étrangères : Édouard Drouyn de Lhuys
- Ministre des Travaux publics : Pierre Magne